# Марссенбрук
Марссенбрук (нід. Maarssenbroek) — місто в нідерландській провінції Утрехт. Входить до муніципалітету Стіхтсе-Вехт.
Його площа становить 4,99 км², а населення станом на 2021 рік складало 23 190 осіб.
До 1857 року мало статус окремого муніципалітету.

## Галерея

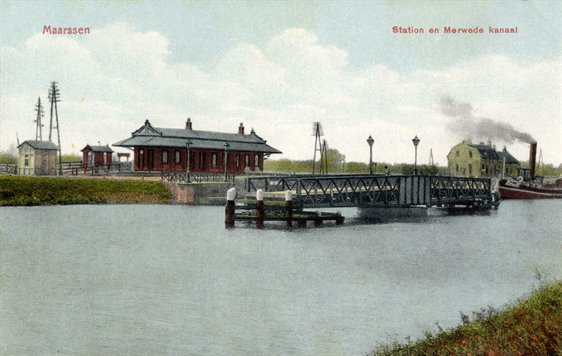
Поворотний міст
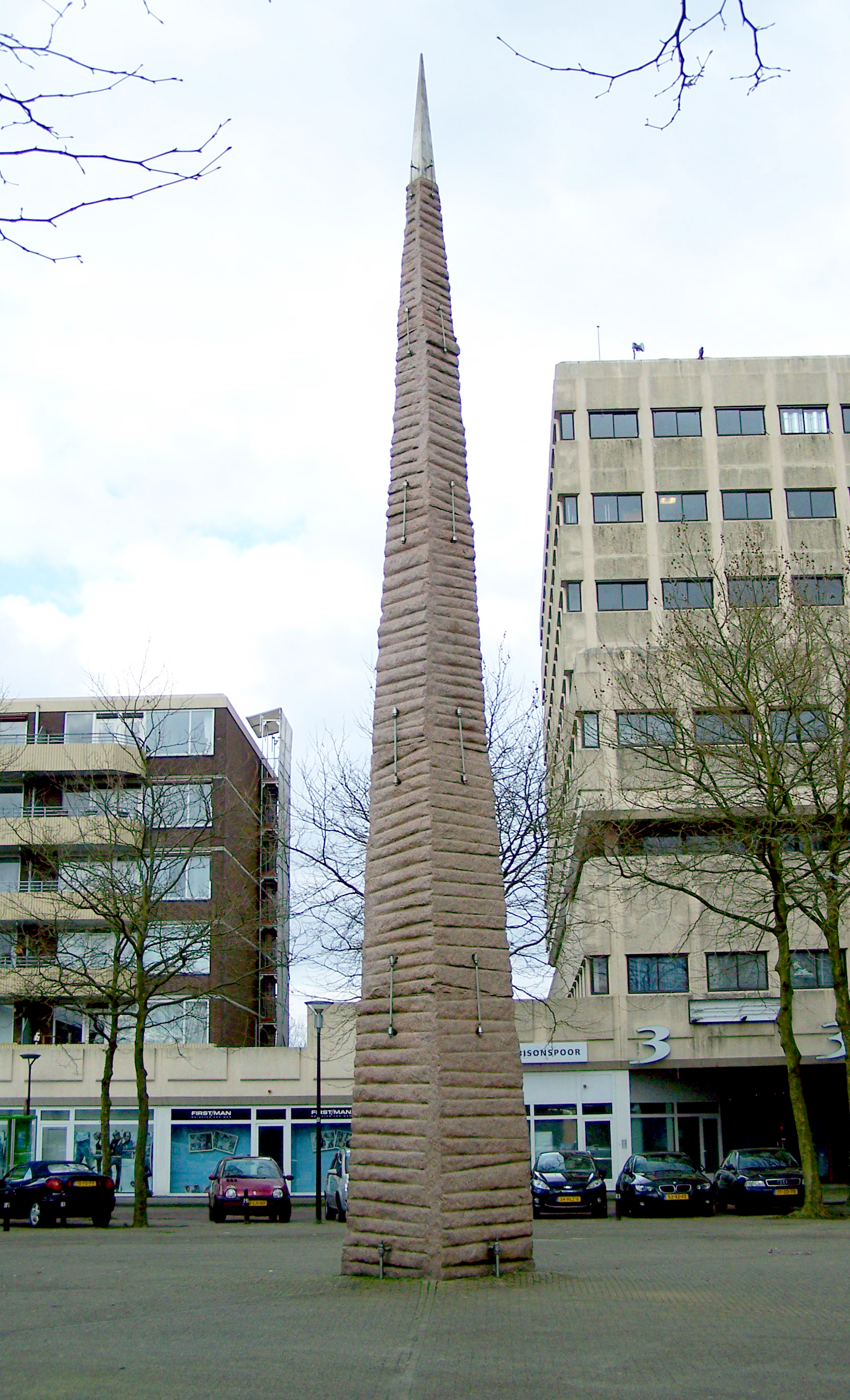
Обеліск у місті
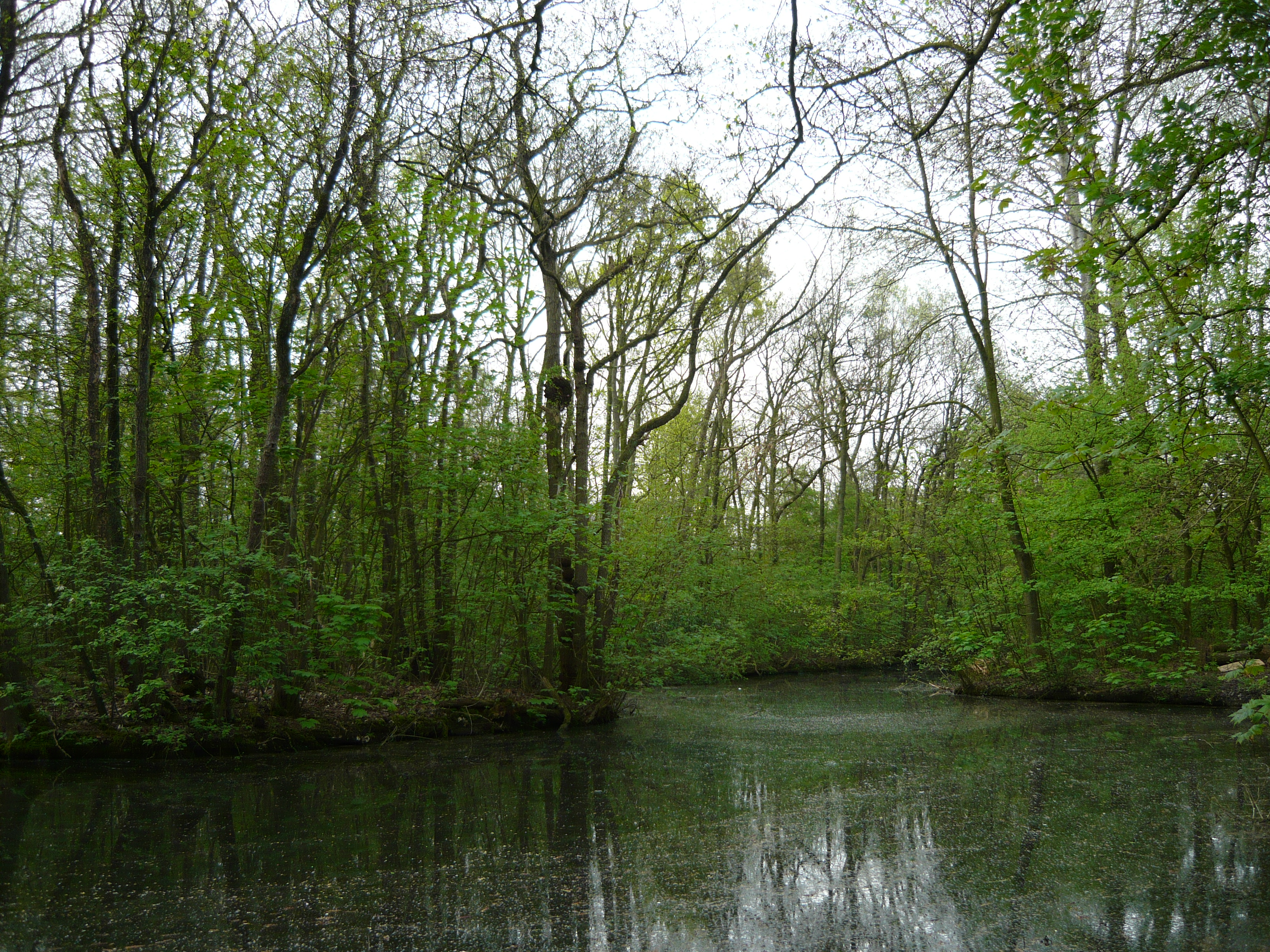
Природа поблизу міста
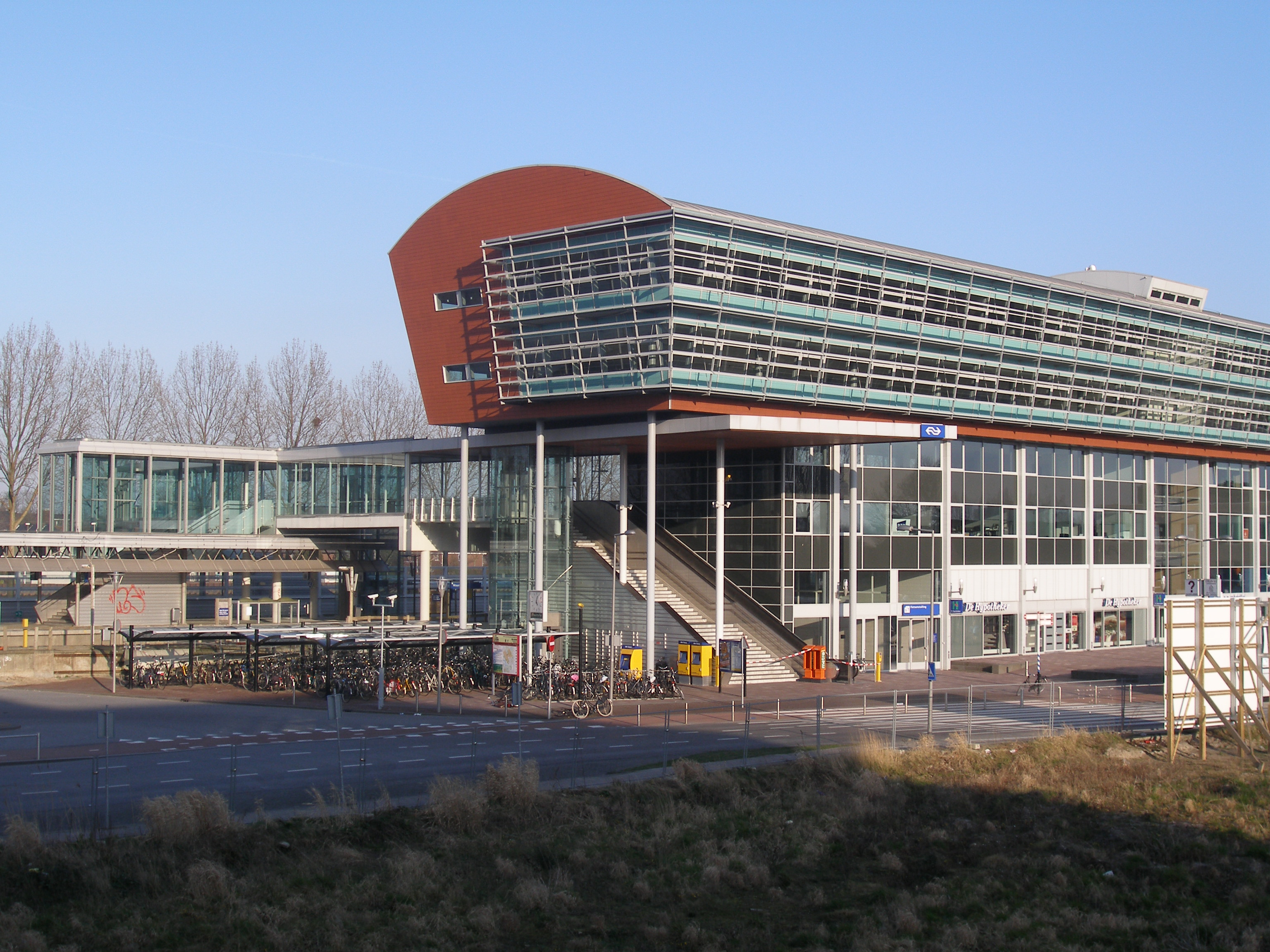
Залізнична станція